# Стефан IX
Стефан VIII или IX (Stephan VIII. (IX.); e римски папа от 14 юли 939 г. до смъртта си края на октомври 942 г. Името означава „Корона“ (гръцки).
Папа от периода на порнокрацията, по националност германец. Преди това е епископ. Избран е за папа чрез намесата на римския княз Алберих I Сполетски и управлява Църковната държава само формално. Участва вероятно в бунт против Алберих II и е наказан с осакатяване, след което умира.